# Termas del Plomo
Las termas del Plomo son manantiales termales ubicados en la Región Metropolitana de Santiago, utilizados para fines medicinales.

## Ubicación
Las termas del Plomo están ubicadas entre el laguna Negra y la frontera internacional de la Región Metropolitana de Santiago, esto es unos 123 km del centro de la ciudad capital.

## Características
Sus aguas no son calientes sino temperadas y no se ofrecen servicios comercialmente. Además de relajación y esparcimiento, se dice de las termas que mejoran la circulación sanguínea, alivian el estrés, y ayudan con problemas de piel y dolores musculares.